# Fiona Hefti
Pour les articles homonymes, voir Hefti.
Fiona Hefti , née le 4 mai 1980, est élue miss Suisse 2004. Elle participe à l'élection de Miss Univers 2005 où elle se classe dans le top 10.